# Cargo (álbum)
Cargo es el nombre del segundo álbum de estudio de la banda australiana de pop rock Men at Work. Se publicó el 28 de junio de 1983 bajo el sello Columbia Records. El álbum fue producido por Peter McIan y la mayoría de las canciones fueron compuestas por Colin Hay.
Fue número uno en el Kent Music Report de Australia, número dos en RIANZ de Nueva Zelanda y número tres en la Billboard 200 de Estados Unidos.
El álbum contiene cuatro sencillos: «Overkill» que fue número tres en la Billboard Hot 100 de Estados Unidos, «It's a Mistake», número seis en la Hot Adult Contemporary Tracks, «High Wire», número 89 en Kent Music Report de Australia y «Dr. Heckyll and Mr. Jive»,  número 31 en la UK Singles Chart de Reino Unido.
Cargo fue certificado con triple disco de platino por la RIAA de Estados Unidos, triple disco de platino por la Canadian Recording Industry Association, triple disco de platino por la ARIA de Australia y disco de oro por la BPI de Reino Unido.

## Lista de canciones
| Cargo |                            |                   |                                             |  |
| N.º   | Título                     | Escritor(es)      | Duración                                    |  |
| 1.    | «Dr. Heckyll and Mr. Jive» | Colin Hay         | 4:38                                        |  |
| 2.    | «Overkill»                 | Hay               | 3:46                                        |  |
| 3.    | «Settle Down My Boy»       | Ron Strykert      | 3:30                                        |  |
| 4.    | «Upstairs in My House»     | Hay, Ron Strykert | 4:02                                        |  |
| 5.    | «No Sign of Yesterday»     | Hay               | 6:14                                        |  |
| 6.    | «It's a Mistake»           | Hay               | 4:34 (álbum de 1983) 4:48 (2003 Remastered) |  |
| 7.    | «High Wire»                | Hay               | 3:02                                        |  |
| 8.    | «Blue for You»             | Hay               | 3:54                                        |  |
| 9.    | «I Like To»                | Strykert          | 4:03                                        |  |
| 10.   | «No Restrictions»          | Hay               | 4:30                                        |  |
| 42:21 |                            |                   |                                             |  |

| 2003 Remaster Bonus Tracks |                                                                         |          |  |
| N.º                        | Título                                                                  | Duración |  |
| 11.                        | «Shintaro» (Lado-b de "It's a Mistake")                                 | 2:52     |  |
| 12.                        | «'Till the Money Runs Out» (Lado-b de "Overkill")                       | 3:06     |  |
| 13.                        | «Upstairs in My House» (En vivo; Lado-b de "Dr. Heckyl & Mr. Jive" 12") | 3:13     |  |
| 14.                        | «Fallin' Down» (En vivo; Lado-b de "High Wire" sencillo australiano)    | 7:55     |  |
| 15.                        | «The Longest Night» (En vivo) (antes de haberse realizado)              | 4:04     |  |

Las canciones en vivo de la edición remasterizada de 2003 pertenecen al concierto grabado el 28 de julio de 1983 en Merriweather Post Pavilion, Columbia, Maryland (pistas 13 y 14) y del concierto de 1983 en San Francisco, (California) (pista 15).

## Personal
- Greg Ham: flauta, teclado, saxofón, coros, voz principal (pista 9).
- Colin Hay: guitarra, voz principal (excepto en la pista 9), sistema Synclavier.
- Johnathan Rees: bajo, coros.
- Jerry Speiser: batería, coros.
- Ron Strykert: guitarra, coros y voz principal (pista 3).
- Nathan D. Brenner: mánager internacional.

## Producción
- Productor: Peter McIan.
- Ingenieros: Peter McIan, Paul Ray.
- Asistente de ingeniero: David Price.
- Fotografía: Greg Noakes.
- Ilustración: Ron Strykert.

## Posiciones en listas

### Álbum

#### Posición más alta
| Alemania       | Media Control Charts                          | 7  |
| Australia      | Kent Music Report                             | 1  |
| Estados Unidos | Billboard 200                                 | 3  |
| Noruega        | VG-lista                                      | 4  |
| Nueva Zelanda  | Recording Industry Association of New Zealand | 2  |
| Países Bajos   | MegaCharts                                    | 11 |
| Reino Unido    | The Official UK Charts Company                | 8  |
| Suecia         | Sverigetopplistan                             | 8  |

#### Fin de año
| Australia | Kent Music Report | 14 |

### Sencillos
| 1982                                                     | "Dr. Heckyll and Mr. Jive" | 6  | —  | 25 | —  | — | 16 | 31 | 28 | —  | 12 |
| 1983                                                     | "Overkill"                 | 5  | 30 | 9  | 15 | 5 | 24 | 21 | 3  | 6  | 3  |
| 1983                                                     | "It's a Mistake"           | 35 | 19 | 11 | —  | — | 43 | 33 | 6  | 10 | 27 |
| 1983                                                     | "High Wire"                | 89 | —  | —  | —  | — | —  | —  | —  | —  | 23 |
| "—" Indica lanzamientos que no estuvieron en los charts. |                            |    |    |    |    |   |    |    |    |    |    |

| Predecesor: Let's Dance por David Bowie | Australian Kent Music Report number-one album 2 de mayo de 1983 — 9 de mayo de 1983 (2 semanas) | Sucesor: 1983 The Hot Ones por Various Artists |